# Bathyphantes gracilis
Bathyphantes gracilis es una especie de araña del género Bathyphantes, familia Linyphiidae. Fue descrita científicamente por Blackwall en 1841.
Se distribuye por Reino Unido de Gran Bretaña e Irlanda del Norte, Bélgica, Francia, Suiza, Países Bajos, Noruega, Alemania, Suecia, Finlandia, Dinamarca, 
Austria, Luxemburgo, Polonia, Federación Rusa, España, Canadá, Japón, Estonia, Portugal, Italia, Estados Unidos, Irlanda, China, Georgia, Corea, Chequia, Lituania y Letonia. La especie se mantiene activa durante todos los meses del año.